# Thomas Lindstein
Thomas Arne Bernhard Lindstein, född 30 oktober 1947 i Stockholm, död 25 maj 2018 i Stockholm, var professor i socialt arbete vid Stockholms universitet från år 2000. Han utsågs till rektor vid Ersta Sköndal högskola 1997 och den 1 september 2003 till rektor vid Mitthögskolan (numera Mittuniversitetet).
Lindstein efterträdde Gunnar Svedberg som rektor vid Mittuniversitetet, som övergick till att bli rektor vid Göteborgs universitet. Lindsteins förordnande sträcker sig till 31 augusti 2009. Den 27 augusti 2007 begärde han att få sluta sin tjänst som rektor från och med februari 2008 för att återgå till sin forskning om barn till missbrukare.
Han är gravsatt i minneslunden på Brännkyrka kyrkogård.